# Вівчарик рододендровий
Вівча́рик рододендровий (Phylloscopus reguloides) — вид горобцеподібних птахів родини вівчарикових (Phylloscopidae). Мешкає в Гімалаях і Південно-Східній Азії.

## Підвиди
Виділяють чотири підвиди:
- P. r. kashmiriensis (Tickell, 1833) — північно-західні Гімалаї (північний Пакистан, північно-західна Індія);
- P. r. reguloides (Tickell, 1833) — центральні Гімалаї (Непал, південний Тибет і південно-західний Сичуань);
- P. r. assamensis (Tickell, 1833) — Північно-Східна Індія, північна М'янма і південно-західний Китай (північний захід Юньнаню);
- P. r. ticehursti Bangs & Van Tyne, 1930 — плато Далат[en] (південь центрального В'єтнаму).

Широкоброві і низинні вівчарики раніше вважалися підвидами рододендрового вівчарика, однак були визнані окремими видами.

## Поширення і екологія
Рододендрові вівчарики мешкають в Пакистані, Індії, Непалі, Бутані, Бангладеш, М'янмі, Китаї, Таїланді, Лаосі, В'єтнамі і Камбоджі. Вони гніздяться в гірських рододендронових і дубових лісах на висоті від 1500 до 2550 м над рівнем моря, взимку мігрують в долини. Живляться комахами, їх личинками та іншими дрібними безхребетними, яких вони шукають як в кронах дерев, так і низько в чагарниках, восени доповнюють свій раціон дрібними ягодами. Сезон розмноження триває з лютого по серпень.